# Two Weeks Last Summer
Two Weeks Last Summer je studiové album od Dave Cousinse.

## Seznam skladeb
Všechny písně napsal Dave Cousins.
1. "Two Weeks Last Summer" – (3:07)
2. "October to May" – (2:27)
3. "Blue Angel" – (9:48)
"Divided"
"Half Worlds Apart"
"At Rest"
4. "That's the Way It Ends" (including "The World") – (3:00)
5. "The Actor" – (4:28)
6. "When You Were a Child" – (3:02)
7. "Ways and Means" – (4:22)
8. "We'll Meet Again Sometime" – (4:48)
9. "Going Home" – (3:24)

na CD reedici byly stopy "The World" a "That's the Way It Ends" uvedeny samostatně se stopáží 1:45 a 1:15.

## Obsazení
- Dave Cousins – zpěv, kytary, piano
- Dave Lambert – kytary, doprovodný zpěv
- Miller Anderson – sólová kytara, slide kytara
- Jon Hiseman – bicí, perkusy
- Roger Glover – baskytara
- Tom Allom – varhany, doprovodný zpěv
- Rick Wakeman – varhany, piano
- Tom Newman – doprovodný zpěv
- The Robert Kirby Wind Septet

## Záznam
- Dave Cousins – producent
- Tom Allom – producent, záznamový inženýr

Nahráno v The Manor, Kidlington, Oxford v červnu 1972.

## Historie vydání
| Region             | Datum      | Značka      | Formát      | Katalog    |
| ------------------ | ---------- | ----------- | ----------- | ---------- |
| Spojené království | říjen 1972 | A&M Records | stereo LP   | AMLH 68118 |
| Kanada             | říjen 1972 | A&M Records | stereo LP   | SP 9008    |
|                    |            | A&M Records | audiokazeta | ZCAM 68118 |
|                    |            | A&M Records | stereo 8    | Y8AM 68118 |
| Spojené království | 2003       | SDR Records | CD          | SDRCD 010  |